# Real3D

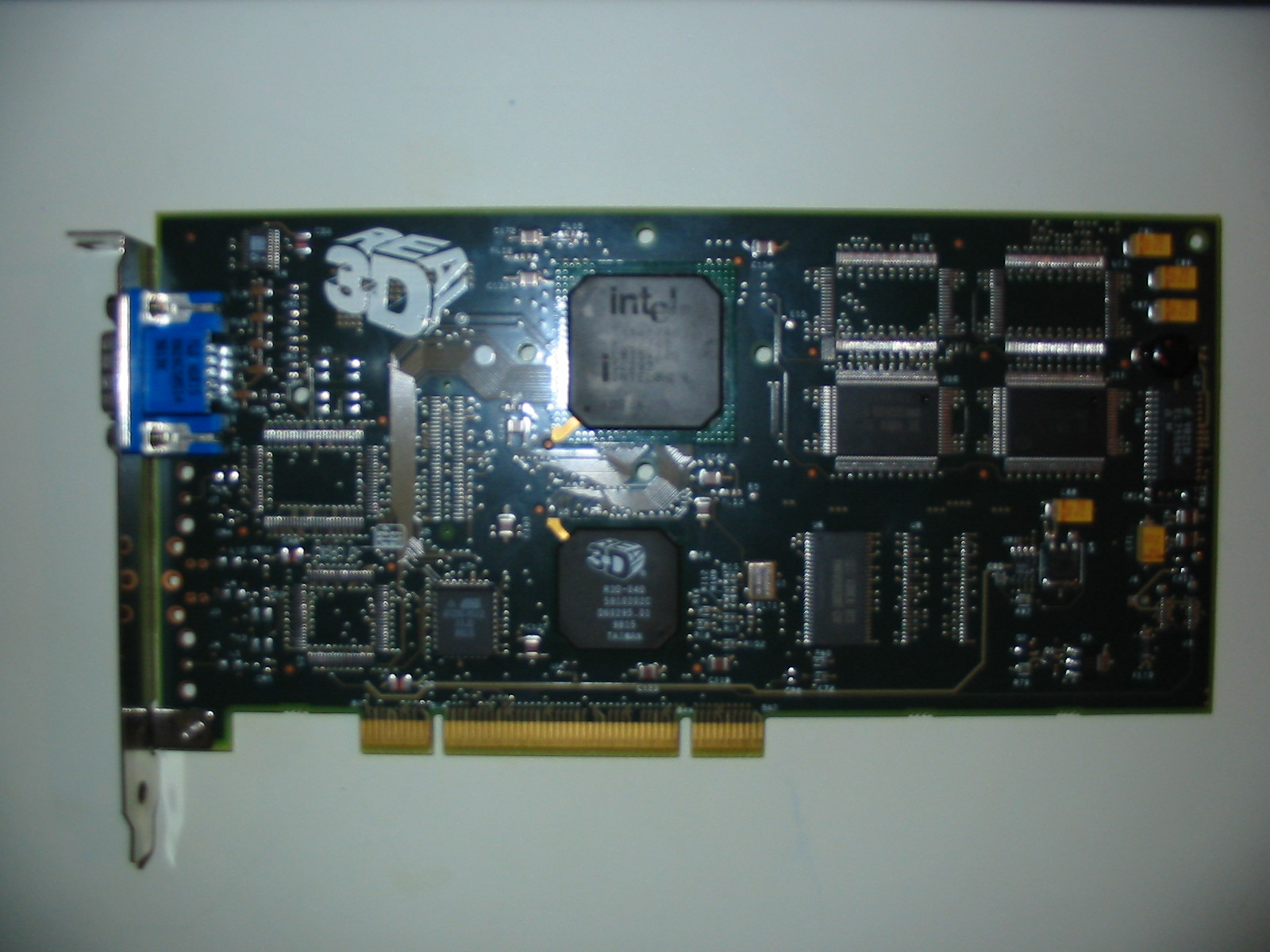
Placa

Real3D, Inc. foi um fabricante de placas de vídeo com origens na indústria aeroespacial quando a General Electric vendeu sua divisão aeroespacial (GE Aerospace) para a Martin Marietta. Em 1995, a Martin Marietta e a Lockheed se fundiram na Lockheed Martin Corporation, o maior fabricante mundial de armas. Após a fusão, a Lockheed Martin decidiu comercializar sua avançada tecnologia em gráficos para uso civil, criando a Real3D, Inc. em parceria com a Intel e a Silicon Graphics.
Em 1999, a Real3D processou a ATI Technologies por uso indevido de patentes (registradas pela GE em 1988 e 1990) além de posse indevida de segredos comerciais (após a contratação de engenheiros da Real3D). Em 1º de outubro de 1999, a Real3D fechou as portas e a Lockheed vendeu sua participação na empresa à Intel no dia 14 do mesmo mês. Após a venda, a Intel despediu todos os funcionários e fechou o escritório de Orlando. Na mesma época, a ATI abriu um escritório na cidade e contratou diversos de seus ex-funcionários.

## Curiosidades históricas
- A tecnologia da Real3D é descendente direta do Visual Docking Simulator (simulador visual de pouso) da Ge Aerospace para o Projeto Apollo.
- Três das placas de arcade mais populares da história - Sega Model 1, Sega Model 2 e Sega Model 3 - são equipadas com a tecnologia da Real3D e venderam mais de 200.000 unidades.
- Uma das razões para a compra da Real3D pela Intel foi a posse de mais de 40 patentes em gráficos 3D.
- A placa gráfica mais recente lançada pela Real3D era equipado com o processador Intel 740.
- Os processadores gráficos onboard da Intel são derivados das tecnologias desenvolvidas pela Real3D como o processador i740.